# Guilhermina Suggia

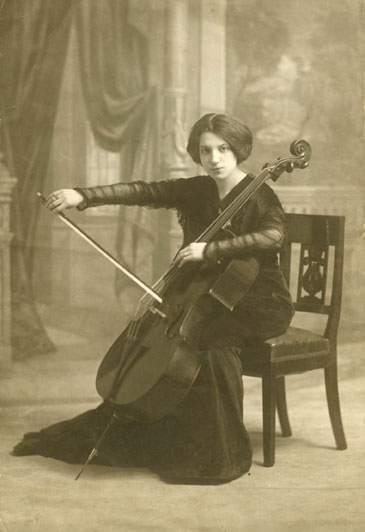
Guilhermina Augusta Xavier de Medin Suggia

Guilhermina Suggia, vollständig Guilhermina Augusta Xavier de Medim Suggia Carteado Mena (* 27. Juni 1885 in Porto; † 30. Juli 1950 ebenda) war eine portugiesische Cellistin und eine der ersten Frauen, die mit diesem Instrument eine professionelle Karriere machte.

## Leben

### Jugend
Guilhermina Suggias musikalisches Talent wurde frühzeitig durch ihren Vater, Augusto Jorge de Menim Suggia, gefördert, der ehemaliger Cellist des Konservatoriums von Lissabon war. Mit fünf Jahren begann sie auf einem 3/4 Cello zu spielen, das ihr Vater in Paris hatte fertigen lassen. Ihren ersten öffentlichen Auftritt hatte sie, zusammen mit ihrer drei Jahre älteren Schwester Virginia am Klavier, im Alter von sieben Jahren 1892 im Matosinhos Club in Porto. Zwischen 1892 und 1895 hatten die Schwestern zahlreiche gemeinsame Auftritte und wurden in den Salons von Porto bekannt. Im Mai 1896 gab sie ihr Debüt am Gil Vicente Theater mit Haydns Andante mit Variationen in einem Streichquartett, das ihre Schwester begleitete.
1898 ließ Suggias Vater sie beim bekannten Cellisten Pau Casals vorspielen; dieser unterrichtete sie mehrere Monate lang wöchentlich.

### Studium in Leipzig
Ab 1901 waren Guilhermina und Virginia Mitglied im Quartett Moreira de Sá und spielten am Konservatorium Lissabon. Ihr Erfolg war so groß, dass sie zu einer Aufführung für das portugiesische Königspaar in den Palácio das Necessidades geladen wurden. Königin Amélie versprach Guilhermina, sie bei ihrem Wunsch nach einem Studium im Ausland zu unterstützen. Dank dieser Unterstützung konnte die junge Künstlerin mit einem staatlichen Stipendium 16 Monate am Königlichen Konservatorium der Musik zu Leipzig bei Julius Klengel studieren und spielte dort als 18-Jährige mit dem Gewandhausorchester.

### Beziehung zu Pau Casals
Von 1907 bis 1913 lebte Guilhermina Suggia mit Pau Casals in der Villa Molitor in Paris. Obwohl keine Aufzeichnungen über eine Heirat existieren, wird sie auf Konzertlisten der Zeit als Guilhermina Suggia-Casals oder auch Guilhermina Casals geführt. Ihr Stil war in dieser Zeit maßgeblich von Casals geprägt. Durch die Verbindung kam sie in Austausch mit einigen anderen berühmten Musikern; Fritz Kreisler, George Enescu und Eugène Ysaÿe waren regelmäßige Besucher in der Villa Molitor. Zwischen Suggia und Casals entstanden jedoch zunehmende Spannungen, da Suggia nicht bereit war, dauerhaft im Schatten des berühmten Casals zu stehen.

### Musikalische Entwicklung
Nach dem Ende der Affäre mit Casals zog Guilhermina Suggia 1914 nach London, wo sie zunächst vor allem als „Frau Casals“ bekannt war, in den folgenden Jahren aber selbst als Musikerin berühmt wurde. 1919 verlobte sie sich mit dem Zeitungsbesitzer Edward Hudson, der ihr ein Stradivari-Cello aus dem Jahr 1717 verehrte, das heute ihren Namen trägt. Auch nach der Auflösung der Verlobung behielt Suggia dieses Instrument. Das berühmte Porträt Madame Suggia von Sir August John zeigt Guilhermina Suggia mit diesem Cello. Das Porträt wurde im Auftrag Hudsons begonnen. Als der Auftrag hinfällig wurde, malte John trotzdem weiter. Das Gemälde befindet sich heute in der Tate Gallery. Auch die Fotografen Alvin Langdon Coburn und Bertram Park porträtierten Suggia mit ihrem Cello.
In den 1920er Jahren wurde Suggia vor allem mit Aufführungen von Konzerten von Joseph Haydn, Antonín Dvořák, Saint-Saëns und Schumann sowie durch ihre Interpretation der Bach-Suiten bekannt. In den 1930er Jahren erweiterte sie ihr Repertoire um Stücke von Edward Elgar, Sergei Wassiljewitsch Rachmaninow, Felix Mendelssohn Bartholdy und César Franck. 1947 trat sie mit einer persönlichen Erstaufführung (Claude Debussys Cellosonate) in Erscheinung.
Über Jahrzehnte lehnte es Guilhermina Suggia ab, in den USA aufzutreten, da sie ihre Celli nicht dem langen Transport aussetzen wollte. Eine für 1950 geplante Tournee Suggias musste wegen des schlechten Gesundheitszustands der Künstlerin abgesagt werden. Als eine inoperable Krebserkrankung festgestellt wurde, war die englische Öffentlichkeit stark bewegt und die junge Königin Elisabeth II. sandte Genesungswünsche und einen Blumenstrauß.
Ihren letzten Auftritt hatte Guilhermina Suggia in ihrem Heimatland Portugal, in Aveiro am 31. Mai 1950. Sie verstarb in der Nacht des 30. Juli 1950 in ihrem Haus in Porto an den Folgen ihres Krebsleidens.

## Auszeichnungen und Nachleben
1923 ernannte die portugiesische Regierung sie zu einer Dame des Orden des heiligen Jakob vom Schwert, eine Auszeichnung, die nur sehr selten an Frauen verliehen wurde. 1937 wurde sie zum Komtur des Ordens ernannt. 1938 wurde ihr die Gold-Medaille der Stadt Porto verliehen.
Das Konservatorium von Porto vergibt jährlich den Guilhermina-Suggia-Preis an herausragende junge Cellisten. In England vergibt die Suggia-Stiftung des British Arts Council Stipendien an begabte Cellisten.